# أسل متساوي الألوان
أسل متساوي الألوان (الاسم العلمي: Juncus concolor) نوع نباتي يتبع جنس الأسل وينتمي إلى الفصيلة الأسلية.